# Ring of Fire (canção)
"Ring of Fire" é uma música de Duane Eddy, escrita e performada pelo mesmo. Em 1961, a canção alcançou a posição #84 na Billboard Hot 100 e #17 na UK Singles Chart.
A música aparece no filme Ring of Fire de 1961.